# レイモンド・アンウィン

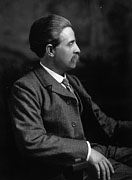
レイモンド・アンウィン

レイモンド・アンウィン（Raymond Unwin、1863年 - 1940年）は、イギリスを代表する都市計画家である。労働者住宅の改善に力を注いだ。
その都市計画に関する考えは、著作"Town Planning in Practice"（1909年初版、1919年第2版）に述べられているが、それまでの公衆衛生的な基準を満たすことだけ考えて設計された住宅地を、より魅力的なものにすることを目ざした。とくに、エベネザー・ハワードの田園都市理論によって建設された初のガーデンシティであるレッチワースと、ロンドン北部の緑豊かな住宅地ハムステッド・ガーデン・サバーブの設計者として知られている。

## 経歴
1863年、ヨークシャー・ロザラム近郊ウィストン生まれ。実家は皮なめし工場を経営していたが、やがて父は事業家をやめて、オックスフォードに移り住む。アンウインは一つ違いの兄ウイリアムともども、オックスフォードで少年時代をすごす。
兄とともに神学を専攻し聖職に着く予定であったが、アーノルド・トインビーやジョン・ラスキン、ウィリアム・モリスの思想に傾倒。都市改善運動に目覚め、進路を変更する。
1882年から、鉄鉱会社スタブェリィ社に製図工として勤務。労働者のための住宅地計画等で注目される。建築ではチェスターフィールド工場労働者の更衣室棟などを手がける。こうして製図工に転じて設計技術を会得した。
1884年に設立された社会主義同盟に参加、バクストロ（ダビッシャー）で建築設計事務所を構えるバリー・パーカーらと出会う。1893年には、彼の姉エセル・パーカーと結婚する。1885年、社会主義連盟マンチェスター支部書記になる。
1895年から、バリー・パーカーの協働者になる。ローントリー家から住宅地の設計を委嘱する。またフェビアン協会に加盟。
1903年に設立された第一田園都市会社が 基本計画のため指名設計競技を実施。このローントリー家立案プログラムに基づくガーデンシティのコンペティションに、ハーズィーリカレド・アンド・レザビィ事務所と共同し参加。一等当選となり、1904年に実現の運びとなる。
1905年、ハムステッド・ガーデン・サバーブ・トラストの創設者、ヘンリエッタ・バーネットの依頼を受け、郊外住宅地を計画設計する。また、同住宅地内のウィルドに定住、トラスト協会の建築担当理事となる。
1908年以降、エドウィン・ラッチェンスもハムステッド建設に参画、検討案作成とセントラル・スクエア、教会、研究所、広場を囲む建物の建設を担当させる。1933年に完成をみる。1909年、イギリス住宅及び都市計画法の改正直前に著書を出版。1910年、ジョン・シンプソン卿の企画による都市図の国際博覧会開催に際し、イギリス王立建築家協会（RIBA）後援による都市計画講演会開催に参画。
1911年から、バーミンガム大学に設置された都市計画コースで教鞭をとる。1913年、都市計画研究所を創設。
1914年、パーカーのポルトガル及びブラジル移転にともない、協力関係を解消。同時期、ハムステッド建築担当理事の座を勇退する。1915年、イギリス国民協会設立に参加。このころから数々の要職に就き、1916年から、グレトナ・マンコル・ヴィレッジ，タインズフェリィ被災者用住宅を提案。1918年、RIBAからの依頼による、高層建築の問題についてレポートを報告。
1920年、自らの基本原則に基づくガーデンシティを計画設計。1922年にはベルリンで「近代都市の建設」をテーマに、エルンスト・マイのプレスラウ計画を例に自らの設計思想について講演。1925年、ニェーヨークで行われた都市および地域都市計画に関する国際会議に参加。また1934年にはイギリス住宅協会主催の北米研究旅行に参加し、アメリカ合衆国におけるローコスト・ハウジングを視察。パルチモアのNAH0に報告書を提出し、1935年のニューディール政策に影響を与える。
1936年から1940年まで、コロンビア大学で都市計画・ハウジング担当教授。その間コーネル大学やマサチューセッツ工科大学で講演。

## 要職歴
- 1913年、地方自治協議会監督官
- 1915年-1916年、イギリス都市計画協会会長
- 1916年-1918年、イギリス国防省住宅局長
- 1918年、イギリス厚生省住宅建設担当主任建築家
- 1928年-1931年、I FHP住宅都市計画国際連合会議議長（エペネザー・ハワードの後任）
- 1929年-1933年、バニスター・フレツチャー卿が委員長のロンドン地域計画委員会の主任技術顧問
- 1931年-1933年 イギリス王立建築家協会RIBA会長
- 1932年-1935年、建設業国民会議座長
- 1933年-1934年、英国産築研究所理事
- 1939年、ワシントンにおける国際建築家会議の代表委員

## 代表作
- ニュータウン・ニューイヤーズクイック 1901年[2]
- レッチワース（初のガーデン・シティ） 1904年
- ハムステッド・ガーデン・サバーブ 1905年
- アーリング・テナント・エステート 1907年
- レスター・アンコール・テナントエステート 1907年
- チェシャー・ヒルクレスト 1896年
- グッドフェロー邸 スタッツフォードシャー 1899年-1902年
- 職人用コテージ案 1898年頃
- ハムレット計画 1898年頃
- ポプラ・グローブ住棟 1902年-03年
- チェストナット・グローブ住棟 1907年から
- ウェストホーム 1906年
- ステーション・ロード住棟 1905年
- バーズヒル・エステート 1905年から
- ビックスモア・ヒル・エステート 1905年から
- テンプル・フォーチュン・シップス 1909年-12年
- グレード・ウォール 1909年
- ロザーウィック・ロード 1909年
- ザ・オーチャード 1908年-1909年

## 受賞歴
- 1932年、ナイト爵位。
- 1937年、RIBAゴールドメダル
- 1938年、ハワード記念協会からメダル授与